# Haytham Mustafa
Haytham Mustafa (Jartum, Sudán; 19 de julio de 1977) es un exfutbolista y entrenador de Sudán que jugó en la posición de centrocampista.

## Carrera

### Club
| Periodo   | Club              |
| --------- | ----------------- |
| 1993-1995 | Al-Amir           |
| 1996–2012 | Al-Hilal Omdurman |
| 2013–2014 | Al-Merrikh SC     |
| 2015      | Al-Ahly Shendi    |

### Selección nacional
Jugó para Sudán de 1998 a 2012 donde disputó 110 partidos y anotó ocho goles, siendo el jugador con más apariciones con la selección nacional. Integró las selecciones que participaron en la Copa Africana de Naciones de 2008 y 2012 y ganó la Copa CECAFA 2006. Tras su retiro fue nombrado Embajador de buena voluntad por parte de la Organización de Naciones Unidas.

### Entrenador
| Periodo   | Club                          |
| --------- | ----------------------------- |
| 2016      | Al-Hilal Club U20             |
| 2017      | Al Ahli Khartoum              |
| 2018      | Alamal SC Atbara              |
| 2019      | Al-Hilal Omdurmán (asistente) |
| 2019      | Al-Hilal Omdurman             |
| 2019-2020 | Al-Falah SC                   |

## Estadísticas

### Goles internacionales
| #  | Fecha      | Sede                 | Rival     | Resultado | Torneo                              |
| -- | ---------- | -------------------- | --------- | --------- | ----------------------------------- |
| 1. | 25-12-2002 | Kuwait City, Kuwait  | Marruecos | 1-0       | Copa de Naciones Árabe 2002         |
| 2. | 19-9-2003  | Saná, Yemen          | Yemen     | 2-1       | Amistoso                            |
| 3. | 12-12-2004 | Addis Ababa, Etiopía | Kenia     | 2-2       | Copa CECAFA 2004                    |
| 4. | 18-12-2004 | Addis Ababa, Etiopía | Somalia   | 4-0       | Copa CECAFA 2004                    |
| 5. | 22-12-2004 | Addis Ababa, Etiopía | Burundi   | 1-2       | Copa CECAFA 2004                    |
| 6. | 21-12-2006 | Beirut, Líbano       | Somalia   | 6-1       | 2009 Arab Nations Cup qualification |
| 7. | 2-5-2008   | Jartum, Sudán        | Ruanda    | 4-0       | 2009 Arab Nations Cup qualification |
| 8. | 16-1-2011  | El Cairo, Egipto     | Tanzania  | 2-0       | Torneo Nile Basin 2011              |

## Logros

### Clubs
Al-Hilal Club
- Sudan Premier League (11): 1996, 1998, 1999, 2003, 2004, 2005, 2006, 2007, 2009, 2010, 2012
- Sudan Cup (6): 1998, 2000, 2002, 2004, 2009, 2011

Al-Merrikh SC
- Sudan Premier League (1): 2013
- Sudan Cup (2): 2013, 2014
- Copa Interclubes Kagame (1): 2014

### Selección
- Copa CECAFA (1): 2006